# Карън Луц
Карън Луц (на английски: Karen McCullah Lutz) е американска сценаристка и писателка на бестселъри в жанра чиклит и любовен роман.

## Биография и творчество
Карън Маккула Луц е родена през 1967 г. във Филипините, къде баща ѝ работи в разузнаването на Военноморските сили на САЩ. Отраства в окръг Бъргън, Ню Джърси, и завършва гимназия в Оукланд. Като ученичка в гимназията води в дневника си раздел „10 неща, които мразя у Антъни“, нейният приятел тогава, което води до името на филма от 1999 г.
Завършва през 1988 г. със специалност маркетинг Университета „Джеймс Мадисън“ във Вирджиния, в който е била член на женския клуб „Алфа, Гама, Делта“. След дипломирането си работи във Вашингтон като инвестиционен посредник в периода 1989-1991 г., маркетинг и връзки с обществеността за екологични организации в периода 1990-1992 г. През 1992 г. се премества заедно със съпруга си в Албъкърки, Ню Мексико. Там опитва различни работни места, вкл. реновиране на мебели за галерии. Не след дълго се записва на семинар за сценаристи в Санта Фе. След курса, заедно с работа си, започва да пише сценарии за филми, които биват отхвърлени. След 2 години семейството се премества в Денвър, където тя продължава да пише. Един от сценариите ѝ се харесва на Кирстен Смит, четец на независима филмова компания в Лос Анджелис и амбициозен сценарист. Той предлага за работят заедно за направата на сценарии за тийнейджърски филми.
Първият им сценарий, който е реплика на пиесата на Уилям Шекспир „Укротяване на опърничавата“, е приет и е екранизиран във филма „10 неща, които мразя у теб“ с участието на Джулия Стайлс и Хийт Леджър. След продажбата му тя се премества да живее в Лос Анджелис и се посвещава на писателската си кариера.
Карън Луц е съсценарист на филмите „Професия блондинка“ с участието на Рийз Уидърспун, „Тя е пич“ с участието на Аманда Байнс и Чанинг Тейтъм, „Грозната истина“ с участието на Катрин Хейгъл и Джерард Бътлър, и др. Повечето от сценариите си пише с партньора си сценарист Кирстен Смит.
През 2005 г. е издаден първият ѝ роман „Моминско парти“.
Карън Луц живее със семейството си в Холивуд Хилс, Лос Анджелис, Калифорния.

## Произведения

### Самостоятелни романи
- The Bachelorette Party (2005)
Моминско парти, изд.: ИК „Бард“, София (2006), прев. Теодора Давидова

### Филмография и екранизации
- 1998 Getting Personal – ТВ сериал – ситком, сюжет
- 1999 10 неща, които мразя у теб, 10 Things I Hate About You – сценарий
- 2001 Професия блондинка, Legally Blonde – сценарий
- 2004 Приказка за Ела, Ella Enchanted – сценарий
- 2006 Тя е пич, She's the Man – сценарий
- 2008 Флиртология, The House Bunny – сюжет, продуцент
- 2009 Грозната истина, The Ugly Truth – сценарий, продуцент
- 2009-2010 10 Things I Hate About You – ТВ сериал, сюжет
- 2011 Long Time Gone – сюжет
- 2013 Crazy Kind of Love – сценарий, продуцент